# Nurse (album)
 (mars 2023).
Si vous disposez d'ouvrages ou d'articles de référence ou si vous connaissez des sites web de qualité traitant du thème abordé ici, merci de compléter l'article en donnant les références utiles à sa vérifiabilité et en les liant à la section « Notes et références ».
Albums de Therapy?
Caucasian Psychosis
(1994) Born In A Crash
(1997)
Nurse est le premier album du groupe de metal Therapy?, sorti en 1992.

## Liste des titres
1. Nausea – 3:56
2. Teethgrinder – 3:27
3. Disgracelands – 3:42
4. Accelerator – 2:15
5. Neck Freak – 5:51
6. Perversonality – 3:52
7. Gone – 6:23
8. Zipless – 2:53
9. Deep Sleep – 5:14
10. Hypermania – 2:48